# بوتيوكسيلة برينارية
بوتيوكسيلة برينارية (بالإنجليزية: Buttiauxella brennerae)‏ هي نوع بكتيريا من جنس بوتيوكسيلة.

## أصل التسمية
سمي نوع بوتيوكسيلة برينارية نسة لعالم الأحياء الدقيقة الأمريكي دبليو هيكمان برينار.